# Razas caninas oficiales en estados de Estados Unidos

Mapa con los estados con raza canina oficial

En doce estados de Estados Unidos se ha designado una raza canina oficial como símbolo oficial.
Maryland fue el primer estado en elegir una raza canina oficial con el Retriever de Chesapeake en 1964. Pensilvania le siguió un año después con el Gran danés.
Estas razas suelen tener relación con el lugar en el que se originan; Carolina del Norte eligió al Plott hound como la única raza indígena del estado. Existen otras razas indígenas de estados, como son los casos del Boston terrier (Massachusetts) o el Alaskan Malamute (Alaska). Pensilvania seleccionó al Gran danés no por su origen, sino porque fue introducido por antiguos pobladores del estado, como perro de caza y de trabajo; fue elegido sobre el Beagle.

## Razas caninas por estado
| Estado             | Raza                    | Imagen                                                                                            | Año de designación                    | Ref.   |
| ------------------ | ----------------------- | ------------------------------------------------------------------------------------------------- | ------------------------------------- | ------ |
| Alaska             | Alaskan Malamute        |                                                                                                   | 2010                                  | [ 8 ]  |
| Carolina del Norte | Plott hound             | "A dark colored mottled dog faces right while sniffing the ground."                               | 1989                                  | [ 9 ]  |
| Carolina del Sur   | Boykin Spaniel          | "A brown spaniel faces the camera in the snow."                                                   | 1985                                  | [ 10 ] |
| Delaware           | Golden retriever        |                                                                                                   | 2016 (expira el 31 de agosto de 2017) | [ 11 ] |
| Luisiana           | Catahoula Leopard dog   | "A mottled brown dog with a white chest faces right. It wears a red collar."                      | 1979                                  | [ 12 ] |
| Maryland           | Retriever de Chesapeake | "A brown dog faces left."                                                                         | 1964                                  | [ 1 ]  |
| Massachusetts      | Boston terrier          | "A brown and white dog turns to face the camera. Its ear's stand up on top of its head."          | 1979                                  | [ 13 ] |
| Nuevo Hampshire    | Chinook                 | "A light brown dog stands in woodland. It faces left but has turned its head to face the camera." | 2009                                  | [ 14 ] |
| Pensilvania        | Gran danés              | "A large white dog with black patches stands next to a trophy."                                   | 1965                                  | [ 2 ]  |
| Texas              | Blue Lacy               | "A dark grey colored dog faces just to the right, it wears a large tag on its collar."            | 2005                                  | [ 15 ] |
| Virginia           | Foxhound americano      | "A mostly white dog with black and brown markings faces left with its head turned to the camera." | 1966                                  | [ 16 ] |
| Wisconsin          | Perro de agua americano | "A curly coated dark brown colored spaniel stands next to its owner."                             | 1985                                  | [ 17 ] |

### Razas propuestas
La tabla corresponde a razas que han sido propuestas en cada Senado estatal pero no han sido aceptados o están pendientes de nominación.
| Estado     | Raza               | Imagen                                                                      | Año propuesto | Ref.   |
| ---------- | ------------------ | --------------------------------------------------------------------------- | ------------- | ------ |
| Georgia    | Golden retriever   | "A golden fluffy colored medium size dog faces left in a woodland setting." | 1991          | [ 18 ] |
| Georgia    | Bulldog            |                                                                             | 2016          | [ 19 ] |
| Kansas     | Cairn terrier      | "A small mottled brown dog."                                                | 2012          | [ 20 ] |
| Maine      | Labrador retriever |                                                                             | 2015          | [ 21 ] |
| Oregón     | Terranova          |                                                                             | 2015          | [ 22 ] |
| Washington | Husky siberiano    | "A dark grey and white wolf like dog faces left in profile."                | 2004          |        |